# 13760 Родрігес
13760 Родрігес (13760 Rodriguez) — астероїд головного поясу, відкритий 26 вересня 1998 року.
Тіссеранів параметр щодо Юпітера — 3,415.